# Žitavce
Žitavce est un village de Slovaquie situé dans la région de Nitra.

## Histoire
Première mention écrite du village en 1232.

## Démographie

### Évolution de la population
| Année:               | 1994. | 2004.   | 2014.    | 2024.   |
| -------------------- | ----- | ------- | -------- | ------- |
| Nombre de personnes: | 328   | 334     | 373      | 396     |
| Différence:          |       | +1,82 % | +11,67 % | +6,16 % |

| Année:               | 2023. | 2024.   |
| -------------------- | ----- | ------- |
| Nombre de personnes: | 399   | 396     |
| Différence:          |       | -0,75 % |